# Charles Gorman (Eisschnellläufer)
Charles Ingraham "Charlie" Gorman (* 6. Juli 1897 in Saint John; † 11. Februar 1940 ebenda) war ein kanadischer Eisschnellläufer.

## Werdegang
Gorman gewann im Jahr 1912 die kanadischen Maritime-Meisterschaften. Im Ersten Weltkrieg diente er in der Canadian Expeditionary Force und wurde am Bein verwundet. Trotzdem konnte er weiter an Wettkämpfen teilnehmen und wurde bei den US-amerikanischen Meisterschaften 1923 Zweiter. Im folgenden Jahr lief er bei den Olympischen Winterspielen 1924 in Chamonix auf den 11. Platz über 1500 m und auf den siebten Rang über 500 m. Zudem wurde er im selben Jahr sowie im Jahr 1926 US-amerikanischer Meister. Bei den Olympischen Winterspielen 1928 in St. Moritz kam er auf den 12. Platz über 1500 m und auf den siebten Rang über 500 m. Im selben Jahr beendete er seine Karriere als Eisschnellläufer und betrieb Tankstellen in Saint John. Im Jahr 1940 starb er an einer Hautkrankheit. Er wurde 1955 in die Hall of Fame des kanadischen Sports und 1970 in die New Brunswick Sports Hall of Fame aufgenommen.

## Persönliche Bestleistungen
| Disziplin | Zeit       | Datum            | Ort        |
| --------- | ---------- | ---------------- | ---------- |
| 500 m     | 43,9 s     | 11. Februar 1928 | St. Moritz |
| 1500 m    | 2:28,4 min | 11. Februar 1928 | St. Moritz |